# ケルヴィン (駆逐艦)
ケルヴィン (HMS Kelvin, F37) はイギリス海軍の駆逐艦。K級。

## 艦歴
1937年10月5日起工。1939年1月19日進水。1939年11月27日就役。
1940年9月、テセル島沖で触雷した駆逐艦「アイヴァンホー」を処分。10月、シェルブール砲撃を行った戦艦「リヴェンジ」を護衛。
1940年11月27日、スパルティヴェント岬沖海戦に参加。
1941年5月、駆逐艦「ジャッカル」、「カシミール」、「ケリー」、「キプリング」とともにベンガジを砲撃。次いでクレタ島へ向かう。クレタ島からの撤退戦では比較的軽微な損傷ですんだ。
1942年3月、第2次シルテ湾海戦に参加。
1942年4月16日、「ケルヴィン」はクレタ島付近のKoufonisiの通信施設破壊を目的として海兵隊第11大隊の兵員を上陸させた（ライター作戦）。12月、「ケルヴィン」と駆逐艦「ジェーナス」、「ジャヴェリン」、「ジャーヴィス」はチュニジア沖でイタリア水雷艇「ルポ」を沈めた。
1943年1月8日、「ケルヴィン」と駆逐艦「ヌビアン」はクリアト諸島沖で原動機付帆船3隻を沈めた（実際はイタリア船団が落としていったガソリンタンクを攻撃）と報告した。翌日マルタに戻り、1月9日に軽巡洋艦「ユーライアラス」、駆逐艦「ジャーヴィス」とともに出撃してMW19船団をマルタまで護衛した。1月16日、「ケルヴィン」と「ヌビアン」はトリポリからランペドゥーザ島へ向かっていた商船「D'Annunzio」（4,537トン）と護衛のイタリア水雷艇「ペルセオ」を攻撃し、「D'Annunzio」を沈め「ペルセオ」を損傷させた。1月20日、「ケルヴィン」と駆逐艦「ジャヴェリン」は掃海艇4隻、特設掃海艇3隻などからなる集団を攻撃して全滅させた。1月22日、軽巡洋艦「クレオパトラ」、「ユーライアラス」と駆逐艦「ケルヴィン」、「ジャーヴィス」、「ヌビアン」、「ジャヴェリン」はズワーラ砲撃を行った。
1944年にはドデカネス諸島の解放作戦に参加。ティロス島を砲撃し特殊舟艇部隊を上陸させた。
1949年4月6日に売却され、スコットランドのトルーンで解体された。

## 文献
- Colledge, J. J.; Warlow, Ben (2006) [1969]. Ships of the Royal Navy: The Complete Record of all Fighting Ships of the Royal Navy (Rev. ed.). London: Chatham Publishing. ISBN 978-1-86176-281-8. OCLC 67375475。
- English, John (2001). Afridi to Nizam: British Fleet Destroyers 1937–43. Gravesend, Kent: World Ship Society. ISBN 0-905617-64-9
- Friedman, Norman (2006). British Destroyers & Frigates: The Second World War and After. Annapolis, Maryland: Naval Institute Press. ISBN 1-86176-137-6
- Haarr, Geirr H. (2010). The Battle for Norway: April–June 1940. Annapolis, MD: Naval Institute Press. ISBN 978-1-59114-051-1
- Haarr, Geirr H. (2009). The German Invasion of Norway, April 1940. Annapolis, Maryland: Naval Institute Press. ISBN 978-1-59114-310-9
- Langtree, Charles (2002). The Kelly's: British J, K, and N Class Destroyers of World War II. Annapolis, Maryland: Naval Institute Press. ISBN 1-55750-422-9
- Lavery, Brian (2008). 'Churchill Goes To War: Winston's Wartime Journeys'. Anova Books. ISBN 978-1844-86086-9* Lenton, H. T. (1998). British & Empire Warships of the Second World War. Annapolis, Maryland: Naval Institute Press. ISBN 1-55750-048-7
- March, Edgar J. (1966). British Destroyers: A History of Development, 1892–1953; Drawn by Admiralty Permission From Official Records & Returns, Ships' Covers & Building Plans. London: Seeley Service. OCLC 164893555
- Vincent P. O'Hara, Struggle for the Middle Sea, Naval Institute Press, 2009, ISBN 978-1-59114-648-3
- Prysor, Glyn (2012). 'Citizen Sailors: The Royal Navy in the Second World War'. Penguin Books. ISBN 978-0-141-04632-7
- Rohwer, Jürgen (2005). Chronology of the War at Sea 1939–1945: The Naval History of World War Two (Third Revised ed.). Annapolis, Maryland: Naval Institute Press. ISBN 1-59114-119-2
- Whitley, M. J. (1988). Destroyers of World War 2. Annapolis, Maryland: Naval Institute Press. ISBN 0-87021-326-1
- Winser, John de D. (1999). B.E.F. Ships Before, At and After Dunkirk. Gravesend, Kent: World Ship Society. ISBN 0-905617-91-6